# Air Algérie
Az Air Algérie Algéria nemzeti légitársasága, amelynek székhelye Algírban található. Az Air Algérie menetrend szerinti, nemzetközi járatokat üzemeltet A Houari Boumedienne repülőtérről 39 úticél felé; Európába, Észak-Amerikába, Afrikába és Ázsiába, valamint belföldi járatokat üzemeltet 32 repülőtérre. A légitársaság 1968 óta tagja a Nemzetközi Légi Szállítási Szövetségnek, az Arab Légi Fuvarozók Szervezetének és az Afrikai Légitársaságok Szövetségének (AFRAA). 

## Története

### Alapítás és a kezdetek
1946-ban alakult a Compagnie Générale de Transports Aériens néven. 1947-ben charter alapon indította Algéria és Európa közötti járatait, de az évtized végére az Algír, Bázel, Annaba, Genf, Marseille, Párizs, Philippeville és Toulouse járatokat menetrend szerint üzemeltette. Három 34 üléses Bretagnes 1952-ben csatlakozott a hét DC–3-as repülőgépekhez. 
1953-ban az Air Algérie szezonális járatokat indított Ajaccio, Clermont, Montpellier és Perpignan felé. Ezenkívül Svájcot is felvették a menetrendbe. Az Aviacoval együttműködve hetente megálltak Palmában. Cote d'Azur-ba induló járatokat az 1950-es évek végén adták hozzá.
Két Noratlas repülőgépet szereztek 1957 júliusában, egy harmadik pedig a következő év júliusában lépett be a flottába. A leszállítás után a repülőgépet az Algír – Párizs útvonalon hasznosították. A típust Párizs–Annaba és Párizs–Orán járatokon is használták a következő hónapokban. 1960 áprilisáig a flotta három Caravelle-ből, három DC–3-ból, tíz DC–4-ből, két Lockheed L–749-ből és három Noratlase-ból állt.

### Algériai függetlenség
Két hajózási társaság, a Compagnie Générale Transatlantique és a Compagnie de Navigation Mixte volt az Air Algérie többségi részesedésének tulajdonosa, amíg Algéria 1962-ben függetlenné nem vált. A függetlenség után az Algériai Générale Délégation és az Air France átvette az irányító részesedést. A pénzügyi szerkezet 1963 márciusában megváltozott, amikor a hajózási társaságok és az Air France 31%-os részesedést átruháztak,  és az algériai kormány a társaság vagyonának 51%-át birtokolta. 1964 áprilisában szerződést írtak alá két Iljusin Il–18-as repülőgép megszerzésére, amelynek célja az Algír–Moszkva járatok üzemeltetése. Az Air Algérie e repülőgépek közül csak egyet kapott meg, mivel a szerződést később felmondták. 1968 áprilisáig nyolc DC–4 volt a légitársaság flottájában. Ebben az évben négy volt Lufthansa Convair 440-et vásároltak és konvertáltak. Ezek a repülőgépek az öregedő DC–4-ek helyére léptek. 

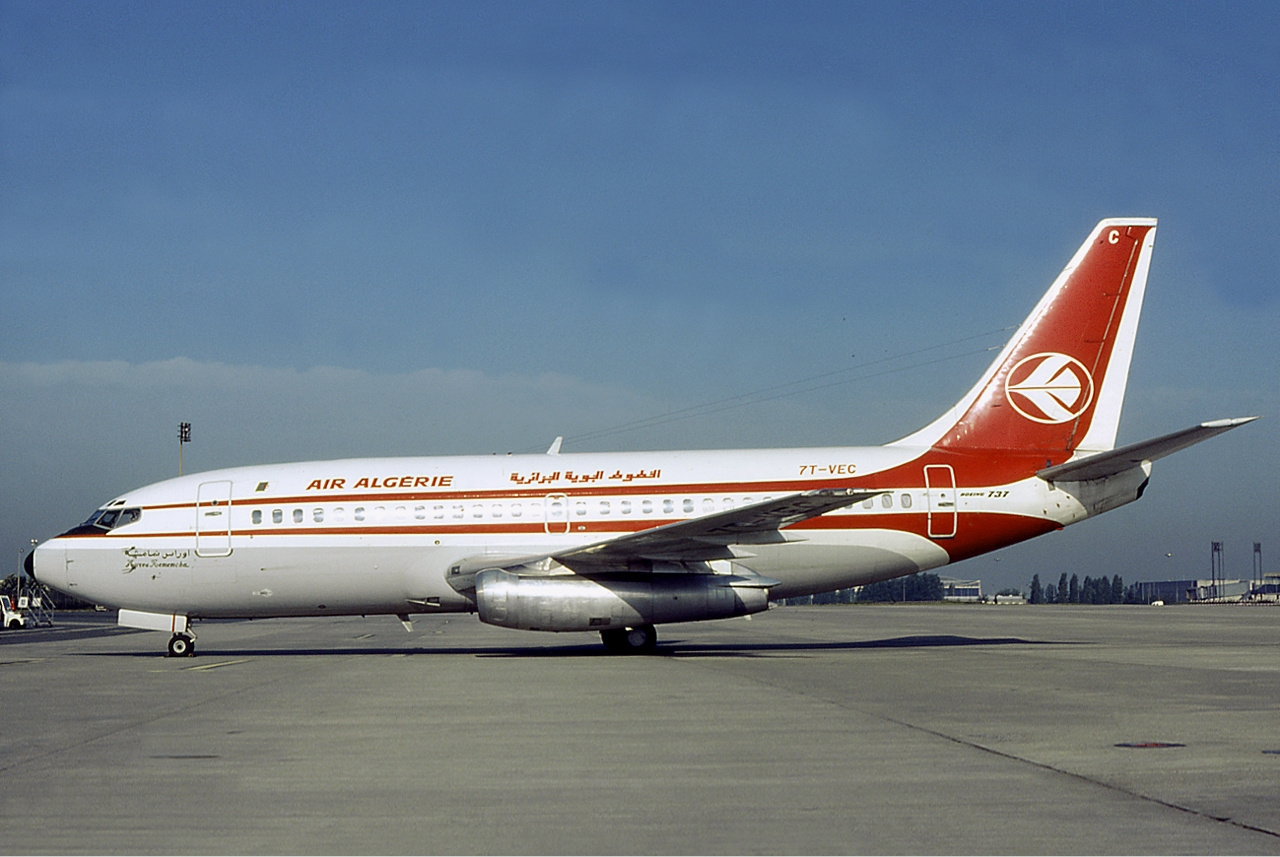
Air Algérie Boeing 737-200-as

A Société de Travail Aérien nevű 1968-ban alapított belföldi fuvarozót az Air Algérie vette át 1972 májusában. Augusztusban három Fokker F27-400 repülőgépet rendeltek 2,5 millió fontért. Szeptemberben, egy Boeing 737-est rendeltek. Algéria kormánya abban az évben 100%-ra növelte részvételét a fuvarozóban, amikor megszerezte az Air France fennmaradó 17,74%-os részesedését. 1975-ben megnyitották egy új útvonalat Karachiba. 1979 novemberében négy Boeing 727- et rendeltek 62 millió USD értékben.

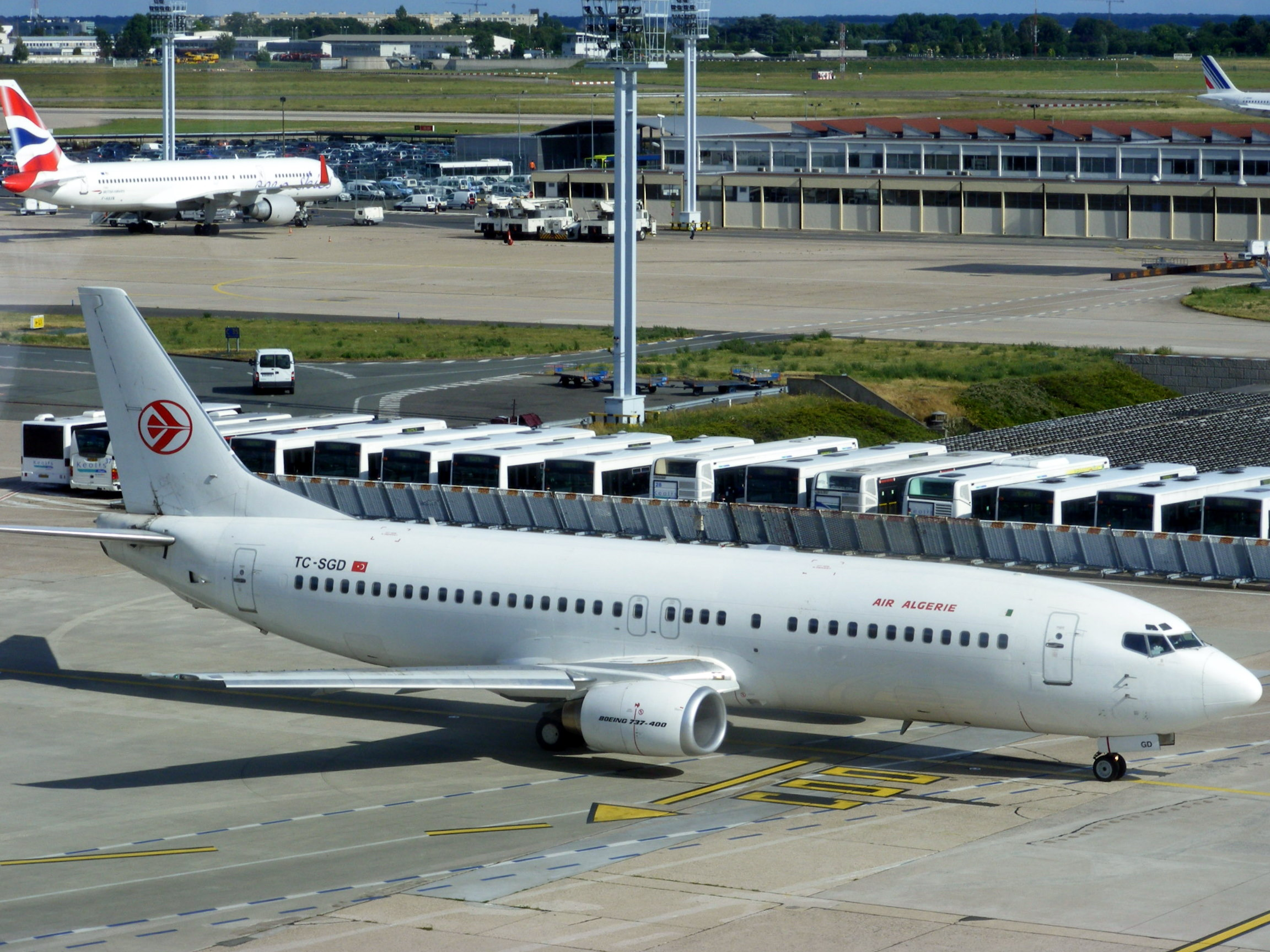
Air Algérie Boeing- 737-400-as

1980 júliusáig Air Algérie 5721 alkalmazottal és 57 repülőgépből álló flottával rendelkezett. Ebben az időben a társaság nemzetközi menetrend szerinti járatokat indított Belgium, Bulgária, Csehszlovákia, Egyiptom, Franciaország, Németország, Olaszország, Jugoszlávia, Líbia, Románia, Spanyolország, az Egyesült Királyság, a Szovjetunió és Svájc felé. 1981 januárjában a társaság három Lockheed L–100–30-at rendelt; ugyanazon év június végére, az első ilyen repülőgép leszállításra került. 1981 novemberében megszerezték a Boeing 727-200 és a Boeing 737–200-as repülőgépeket. Három Boeing 737-200-at rendeltek 50 millió dollárért 1983-ban. 
Az első Boeing 767-300-at a gyártó 1990 közepén adta át.

### A cég modernizálása
Az Air Algérie 1997-ben korlátolt felelősségű társasággá vált. 2006-ban tőkéje 57 milliárd dinár (körülbelül 560 millió euró) volt.
Az értékesítési hálózat 150 ügynökséget foglal magába Algériában és külföldön, kapcsolódva a foglalási rendszerhez és a GDS-en keresztül terjesztve. Az Air Algérie egy részvénytársaság.
2010 novemberében Air Algérie bejelentette, hogy a flottájának megújításához 400 millió eurós beruházást indít, amelyet 2011-ben indítanak el.

## Vállalati ügyek

### Tulajdonosi és leányvállalatok
Az Air Algérie részvénytársaság, amelynek részvényei 100%-ban az algériai állam tulajdonában vannak, 2013 decemberétől. A légitársaságnak a következő főbb leányvállalatai vannak jelenleg:
- Technics Air Algérie
- Air Algérie Catering
- Air Algérie Cargo

### Kulcsfontosságú emberek
2018. júliusától Bakhouche Alleche a vállalat vezérigazgatója.

## Flotta

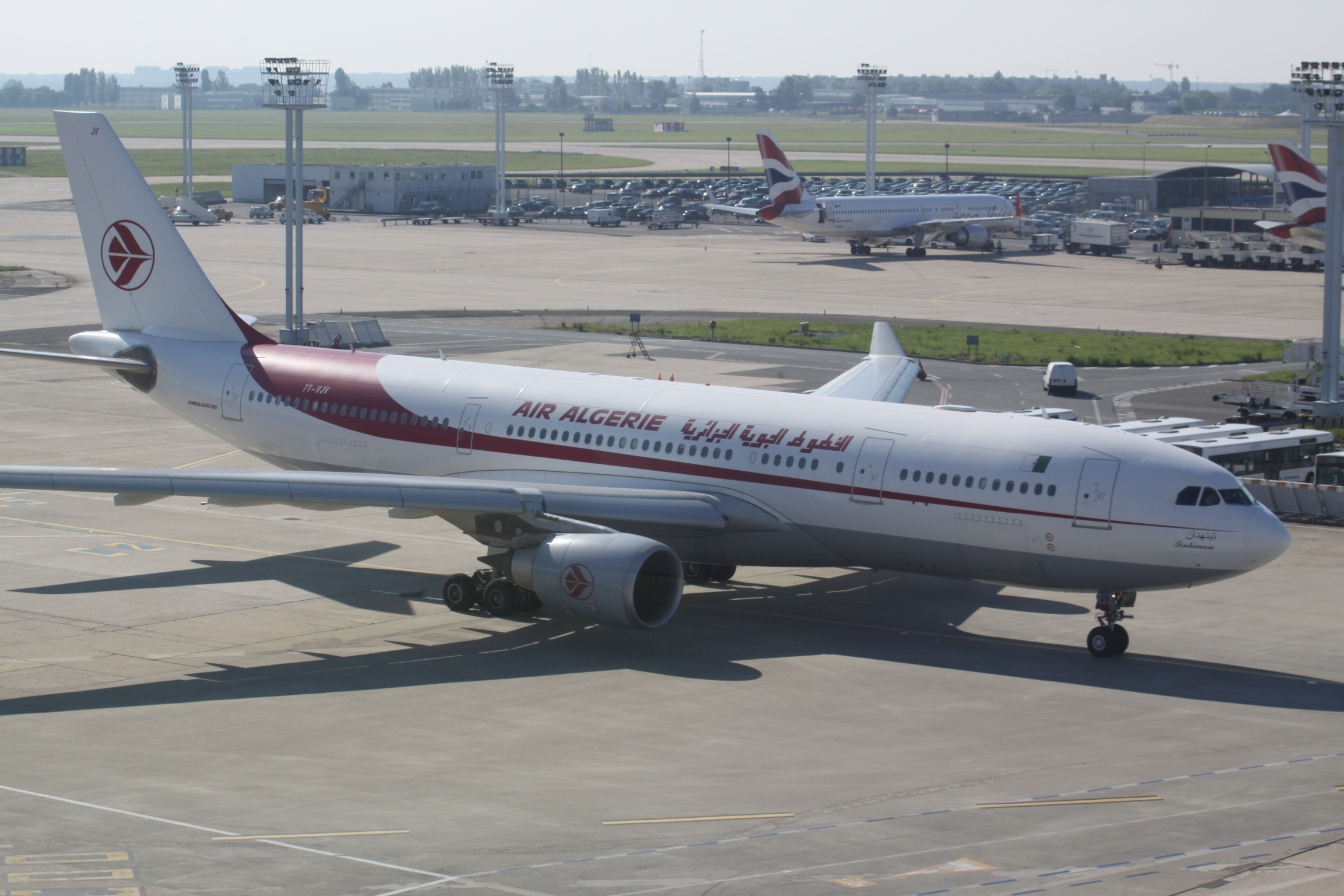
Air Algérie Airbus A330-as

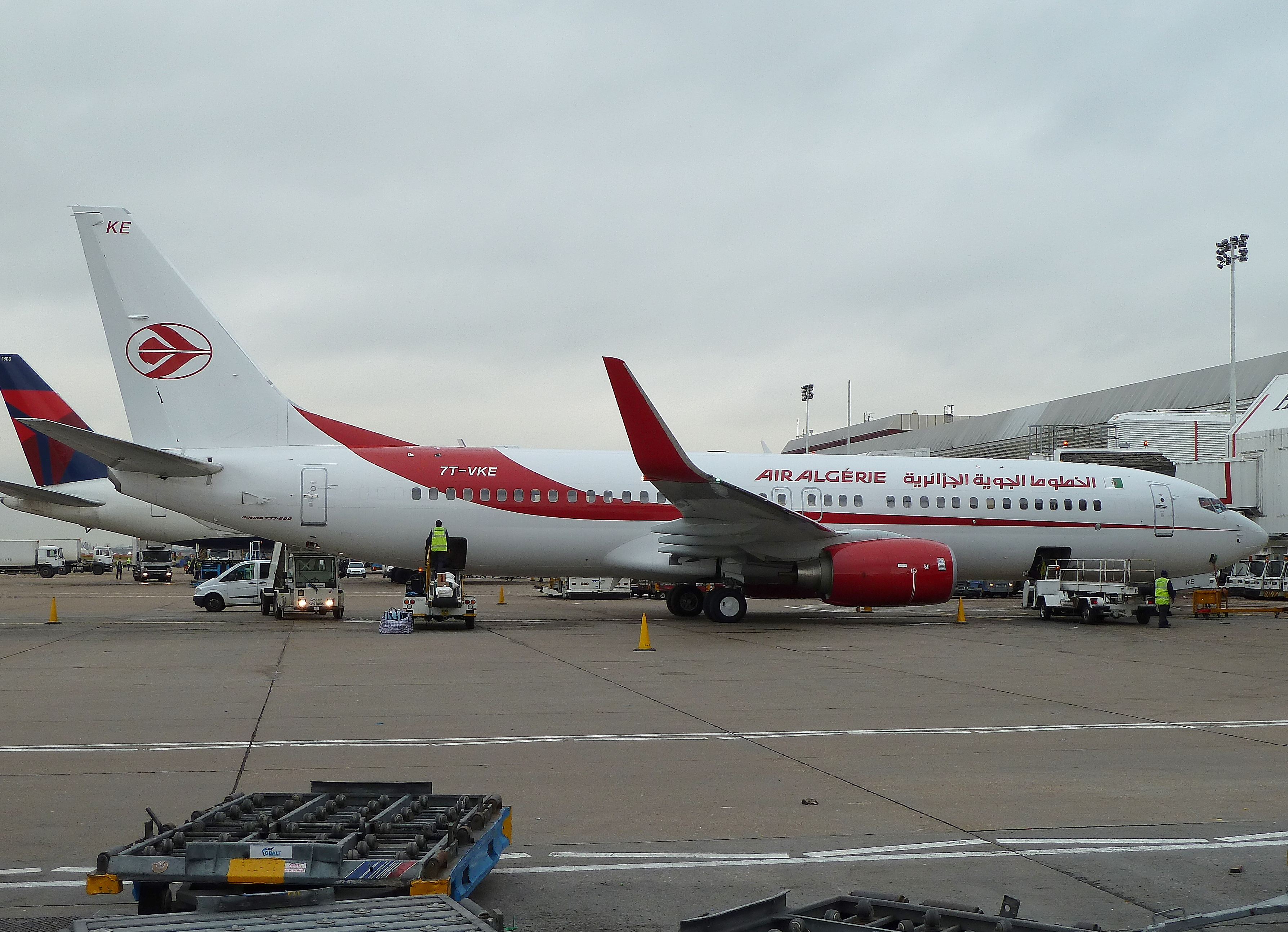
Boeing 737-800-as

Az Air Algérie flottája a következő repülőgépekből áll (2019. augusztus):
| Repülőgép            | Flottában | Rendelés |
| -------------------- | --------- | -------- |
| Airbus A330-200      | 8         |          |
| ATR 72-500           | 12        |          |
| ATR 72-600           | 3         |          |
| Boeing 737-600       | 5         |          |
| Boeing 737-700C      | 2         |          |
| Boeing 737-800       | 24        | 2        |
| Boeing 787-8         | -         | 8        |
| Cargo flotta         |           |          |
| Boeing 737-800 / BCF | 1         | -        |
| Lockheed L–100-30T   | 1         | -        |
| Teljes               | 58        | 10       |

## Kapcsolódó szócikk
- Légitársaságok listája